# Histoire des tunnels alpins en Suisse

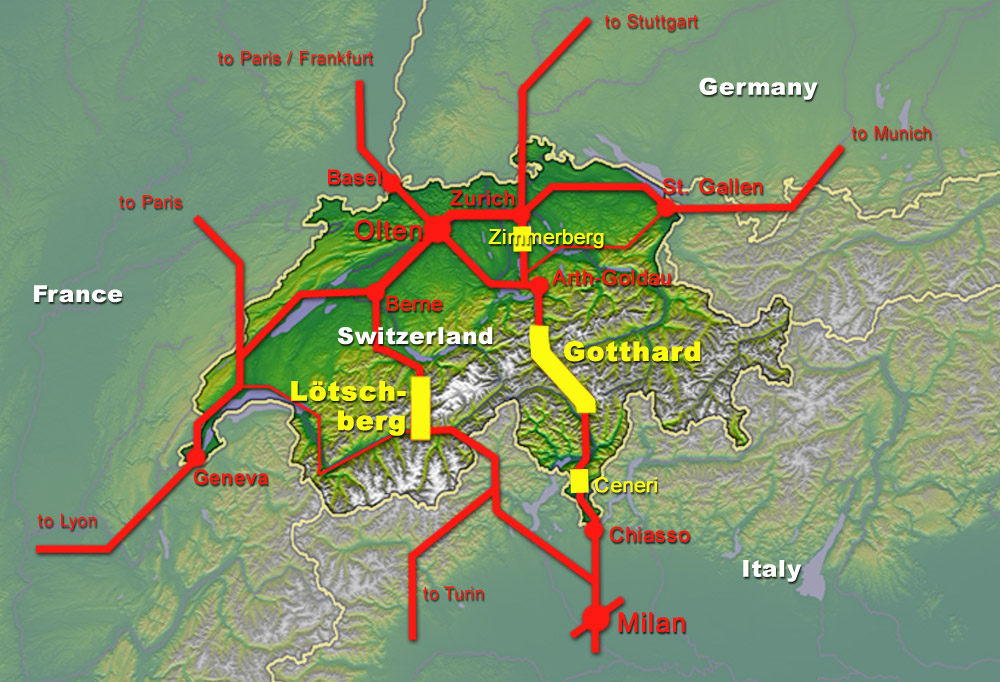
Plan du projet Alptransit de Suisse

L'histoire des tunnels alpins de Suisse débute au XIXe siècle avec le percement des premiers tunnels permettant de traverser les Alpes suisses vers l'Italie de manière plus rapide et plus sûre que par les cols qui existent depuis la période romaine.

## Ce qui poussa la Suisse à creuser des tunnels

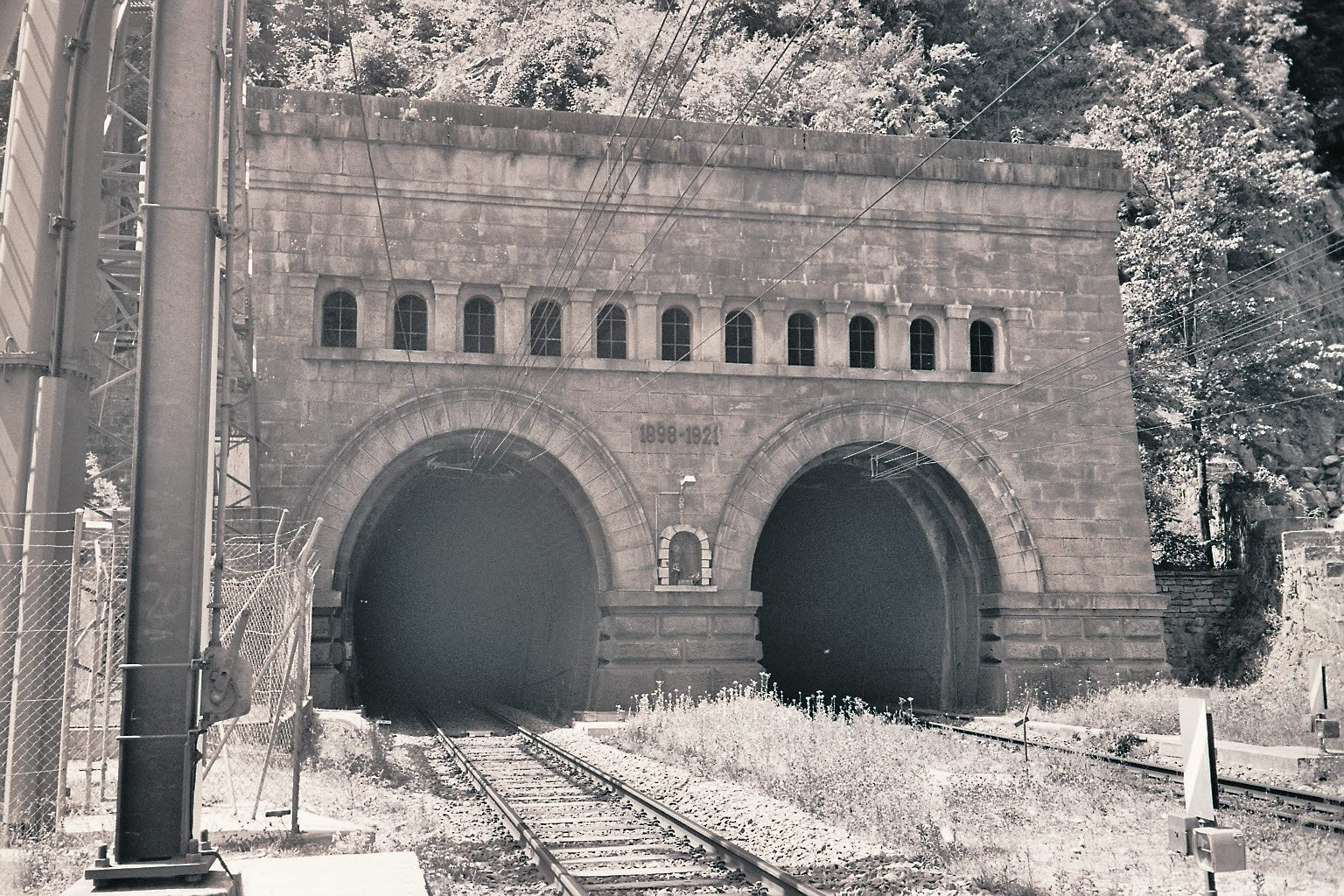
Entrée du tunnel du Simplon

En raison de la topographie montagneuse de la Suisse, la communication avec les pays limitrophes du sud est difficile. Dès le XIIIe siècle, le besoin de traversées plus rapides des Alpes se fait sentir pour faciliter le commerce et les échanges ; ce besoin se traduit d'abord par l'aménagement de routes carrossables à travers les cols alpins puis, plus tard, par la construction de ponts et par le forage de tunnels, en parallèle avec le développement du chemin de fer.

## Différentes sortes de passages à travers les cols alpins
Vers 1760, l'apparition de routes carrossables à travers les cols alpins permet le passage de diligences et de caravanes tirées par des chevaux. Dès lors, l'échange de marchandises entre l'Italie et l'Allemagne est facilité. Ces passages alpins furent construits par des organisations communautaires nommées « ports » qui, pour les rentabiliser, instaurèrent des péages. Ces passages très fréquentés pour cette époque étaient aussi très rentables malgré les coûts de réparations.
Une vingtaine d’années plus tard, l'ère industrielle débuta : les « ports » furent alors remplacés en 1860 par les capitalistes, qui firent leur apparition à cette époque. C'est à ces derniers que l'on doit l'aménagement de plus de mille kilomètres de routes entre 1780 et 1880.
Durant cette période, la révolution industrielle prit de plus en plus d'ampleur en Suisse. En raison du développement des liens commerciaux avec l'Italie, le forage de tunnels ferroviaires à travers les Alpes devenait une nécessité. Leur construction réduisit les temps de parcours, facilita et sécurisa la traversée.

## Premiers tunnels en Suisse

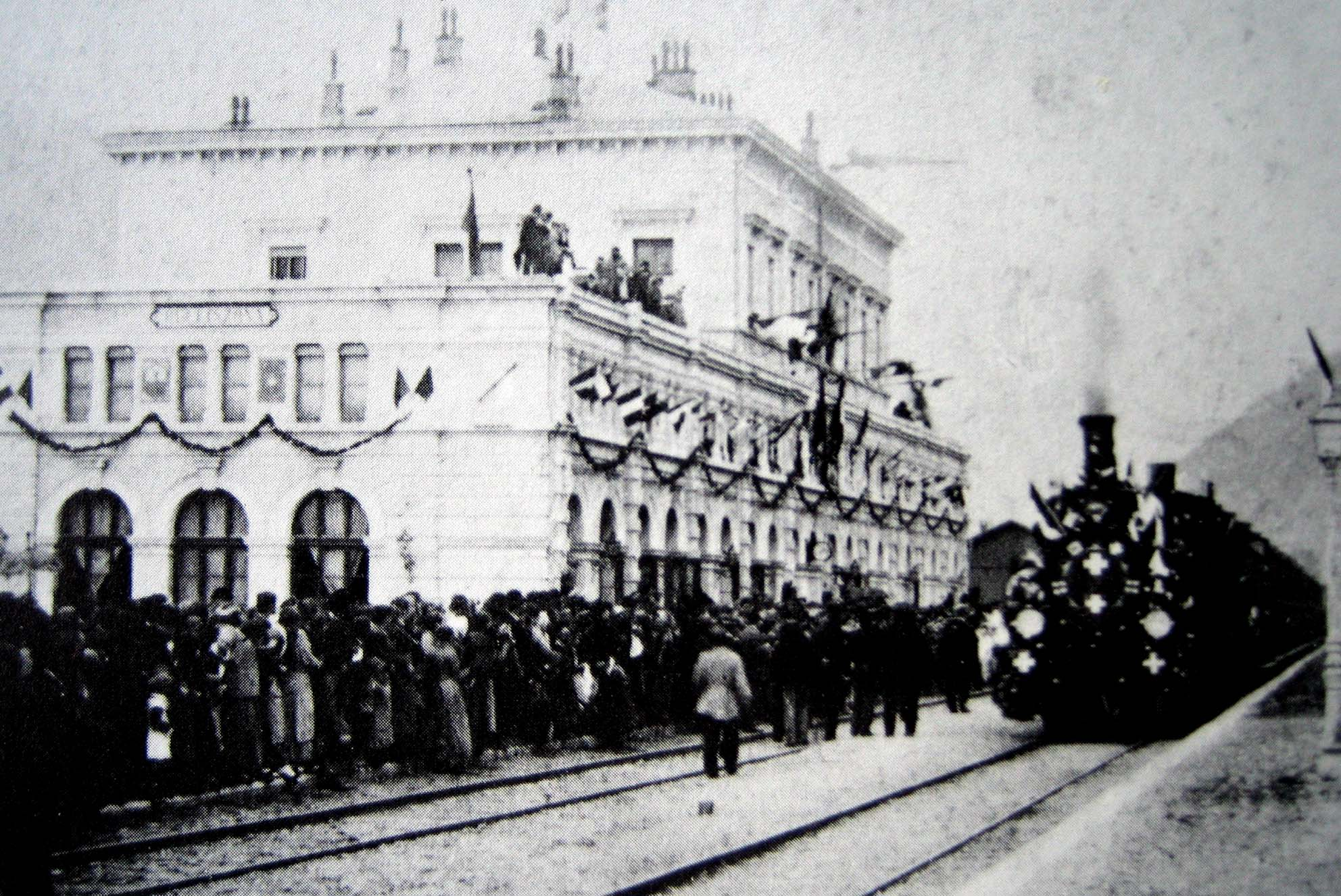
Cérémonie d'ouverture du Saint-Gothard à Bellinzone en 1882

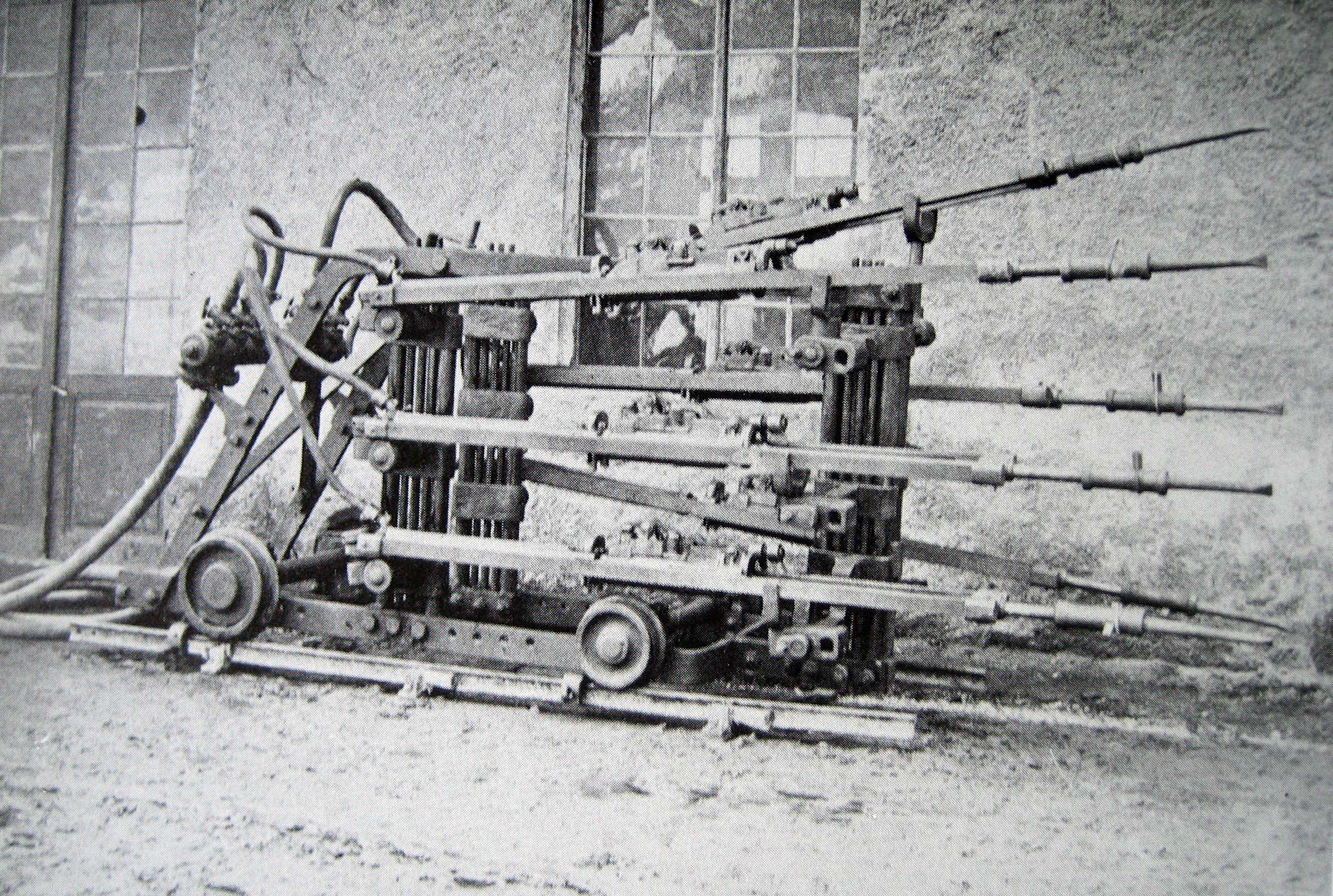
Foreuse à air comprimé pour le percement des tunnels

Le XIXe siècle voit la construction de plusieurs grands tunnels : le tunnel ferroviaire du Saint-Gothard (1872-1882) qui relie Airolo à Göschenen et le tunnel du Simplon (1898-1906) qui connecte Brigue à la partie italienne du lac Majeur.
C'est cependant dans le canton des Grisons que le nombre de projets d'ouvrages ferroviaires est le plus élevé du pays. Le réseau ferroviaire grison, construit entre 1889 et 1914, permet de relier les nombreuses vallées du canton. Pas très rentable, ce réseau fragilise l'ensemble de l'économie du canton par ses coûts de construction élevés qui pénalisent l'économie locale, pourtant portée par la révolution industrielle. Au début de la Première Guerre mondiale, le canton compte 375 kilomètres de voies de chemin de fer dont 39 km de tunnels et près de 500 viaducs, presque tous construits en pierre. Dans ce réseau de voies ferrées, la crémaillère est inexistante, malgré les pentes parfois très raides.

## Progrès dans les techniques de percement
À la fin du XIXe siècle, le développement industriel fut accompagné de progrès technologiques, comme dans les techniques de construction : les marteaux à air comprimé laissèrent ainsi la place aux foreuses hydrauliques. En 1861, Alfred Nobel inventa la dynamite, explosif plus puissant, car confectionné avec de la nitroglycérine, de la nitrocellulose et du sodium, qui remplaça la poudre noire utilisée jusque-là. Pour le tunnel du Saint-Gothard, par exemple, on utilisa de la dynamite ; 24 trous furent percés contre 80 effectués pour utiliser de la poudre noire dans un chantier visant à percer un tunnel de même longueur (tunnel ferroviaire du Mont-Cenis en 1857). Pour le Simplon, on construisit des usines de dynamite dans les vallées, à proximité du chantier. Une fois prête, cette dynamite était transportée sur le lieu de tir au moyen de charrettes tirées par des mules ; le voyage jusqu'à cet endroit était accompagné par la police. Ces techniques de perçage progressèrent encore beaucoup au courant du XXe siècle. De nos jours, on arrive à percer vingt à trente mètres de galerie par jour grâce à un meilleur renfort de la paroi qui évite son éventuel effondrement.

## Accidents sur les chantiers et leurs conséquences

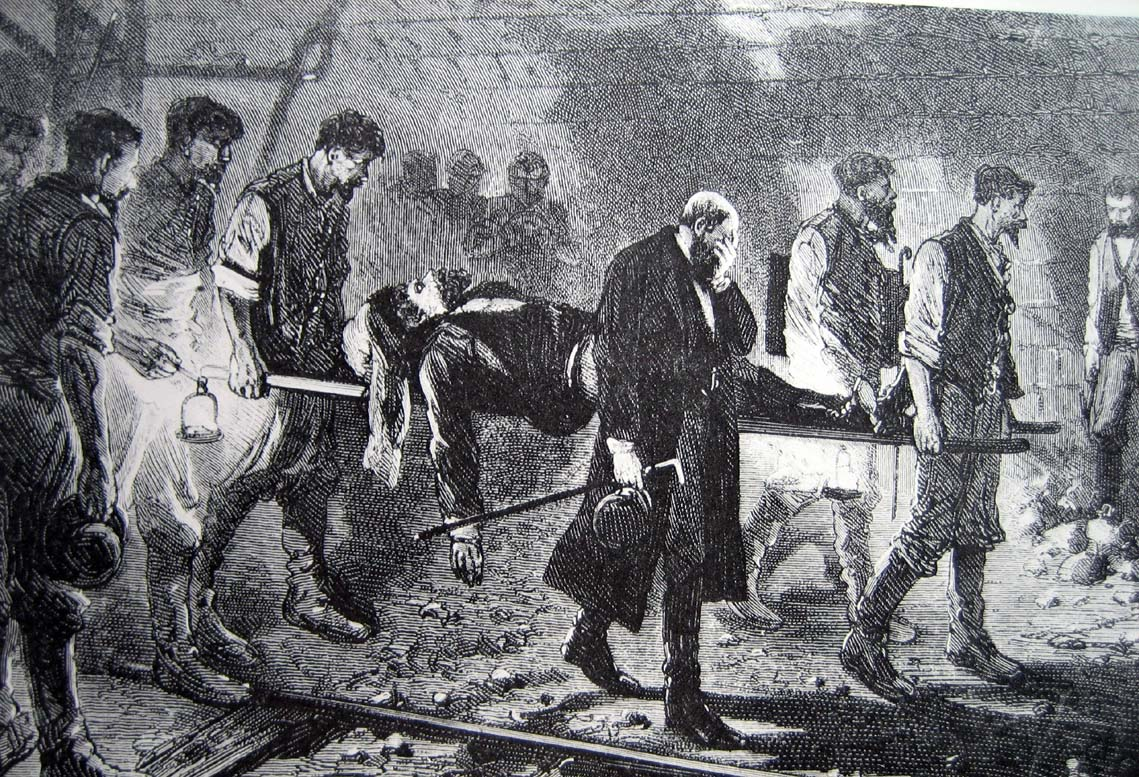
Mort de l'ingénieur Louis Favre sur le chantier du Saint-Gothard en 1879

Bien que les progrès technologiques aient diminué le nombre des accidents de chantier, le percement des tunnels reste un travail très exigeant et dangereux pour la santé. 
En raison de l'inhalation de la silice présente dans la roche et du manque de ventilation, les ouvriers étaient victimes de nombreuses maladies sur les chantiers. Les médecins émettent à l'époque plusieurs hypothèses sur l'origine de ces maladies : la première les attribue à la faiblesse du sang des ouvriers et à l'eau potable polluée ; la seconde, soutenue par Friedrich Stapff (1836-1895), les attribue aux petites poussières de quartz qui entrent dans les poumons et les abîment. Il confirme sa théorie lors du percement du Saint-Gothard et préconise alors que creuser dans une atmosphère humide permettrait d'éviter ce genre de maladies pulmonaires.
Les percements de tunnels ont causé beaucoup de morts et de blessés. Ainsi, à la fin de la construction du tunnel du Saint-Gothard, 146 ouvriers sur 20 000 avaient trouvé la mort et il y eut plus de 4 300 accidents.